# Перевіз (Фастівський район)
Переві́з — село Боярської міської громади Фастівського району Київської області. Населення становить 340 осіб.

## Галерея

Перевізький будинок культури
Пам'ятник жертвам Голодомору
Пам'ятник загиблим у ДСВ